# Xian de Fei
Le xian de Fei (费县 ; pinyin : Fèi Xiàn) est un district administratif de la province du Shandong en Chine. Il est placé sous la juridiction de la ville-préfecture de Linyi.

## Démographie
La population du district était de 916 555 habitants en 1999.